# Schubboot

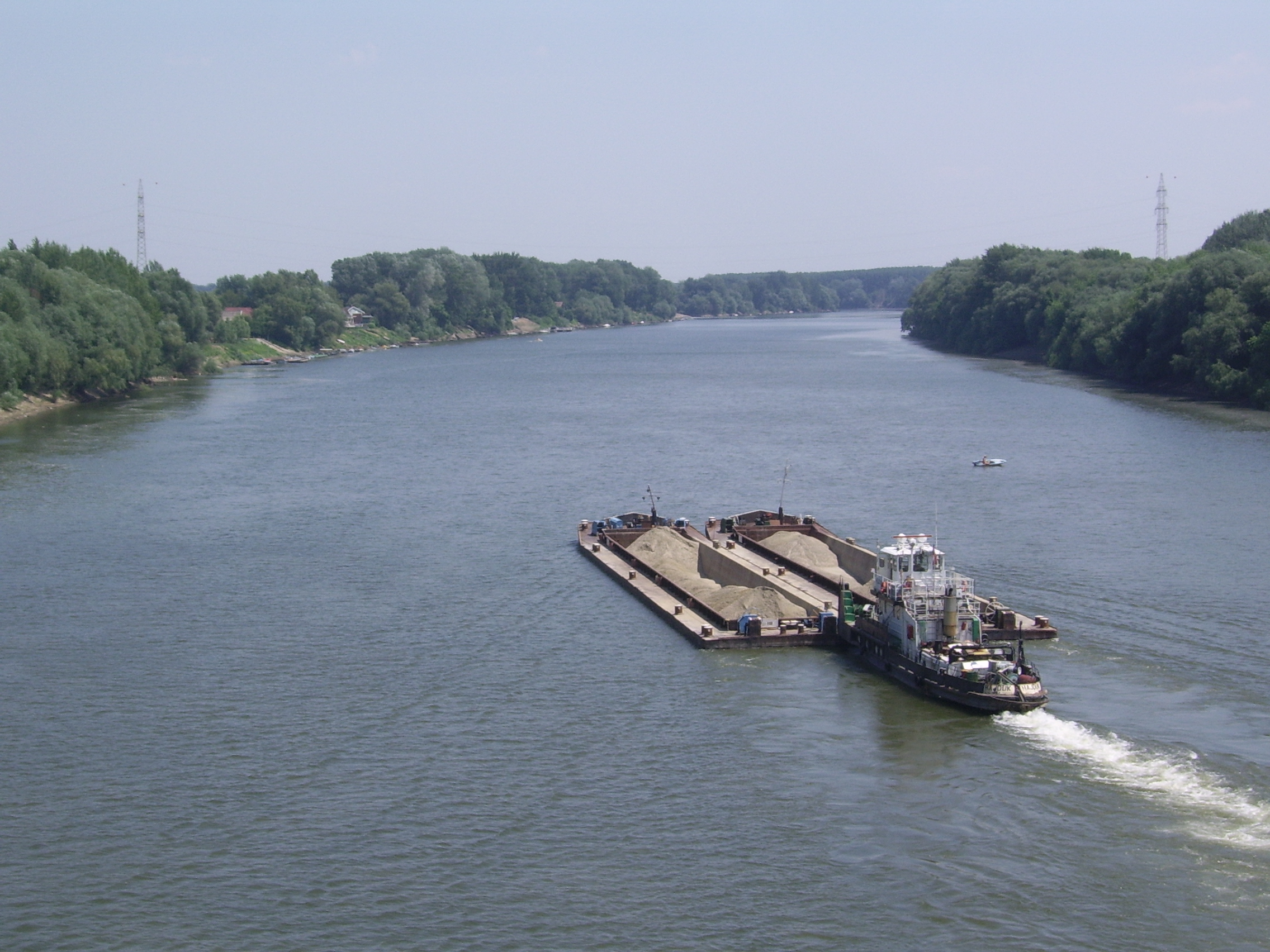
Ein Schubboot mit zwei Leichtern nebeneinander auf der Theiß

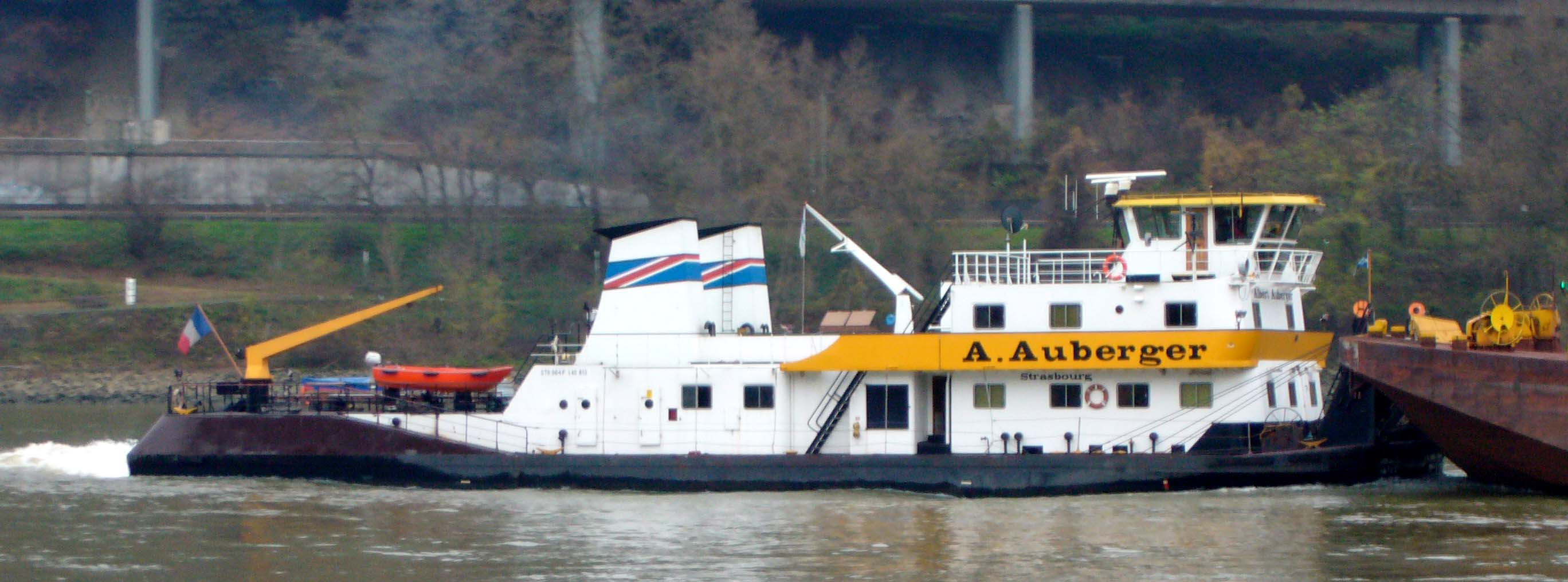
Das Schubboot A. Auberger, stärkstes Schubboot auf dem Rhein

Als Schubboot, umgangssprachlich auch Schuber, bezeichnet man ein schiebendes Schiff in der Binnenschifffahrt, das selbst keine Ladung befördert und ein oder mehrere Schubleichter schiebt. Auf dem Rhein sind es bis zu sechs Schubleichter, auf der Unteren Donau bis zu neun, und auf dem Mississippi können es über 40 Schubleichter sein. Die offizielle Abkürzung für einen Frachtschiffschubleichter lautet „GSL“, für einen Tankschiffschubleichter „TSL“. Mit dem Bau von Schubbooten und den dazugehörigen Schubleichtern wurde in den 1960er Jahren endgültig das Aus für die Schleppschifffahrt auf dem Rhein innerhalb der Binnenschifffahrt eingeleitet.
Das Prinzip ähnelt dem bei Sattelzugmaschine (LKW ohne eigene Lademöglichkeit) und Sattelauflieger. Schubboot bzw. Sattelzugmaschine können sich vom Leichter bzw. vom Auflieger trennen und weiterfahren; letztere haben eine Weile die Funktion eines transportablen Lagers, bis sie entladen oder weitertransportiert werden.

## Geschichte

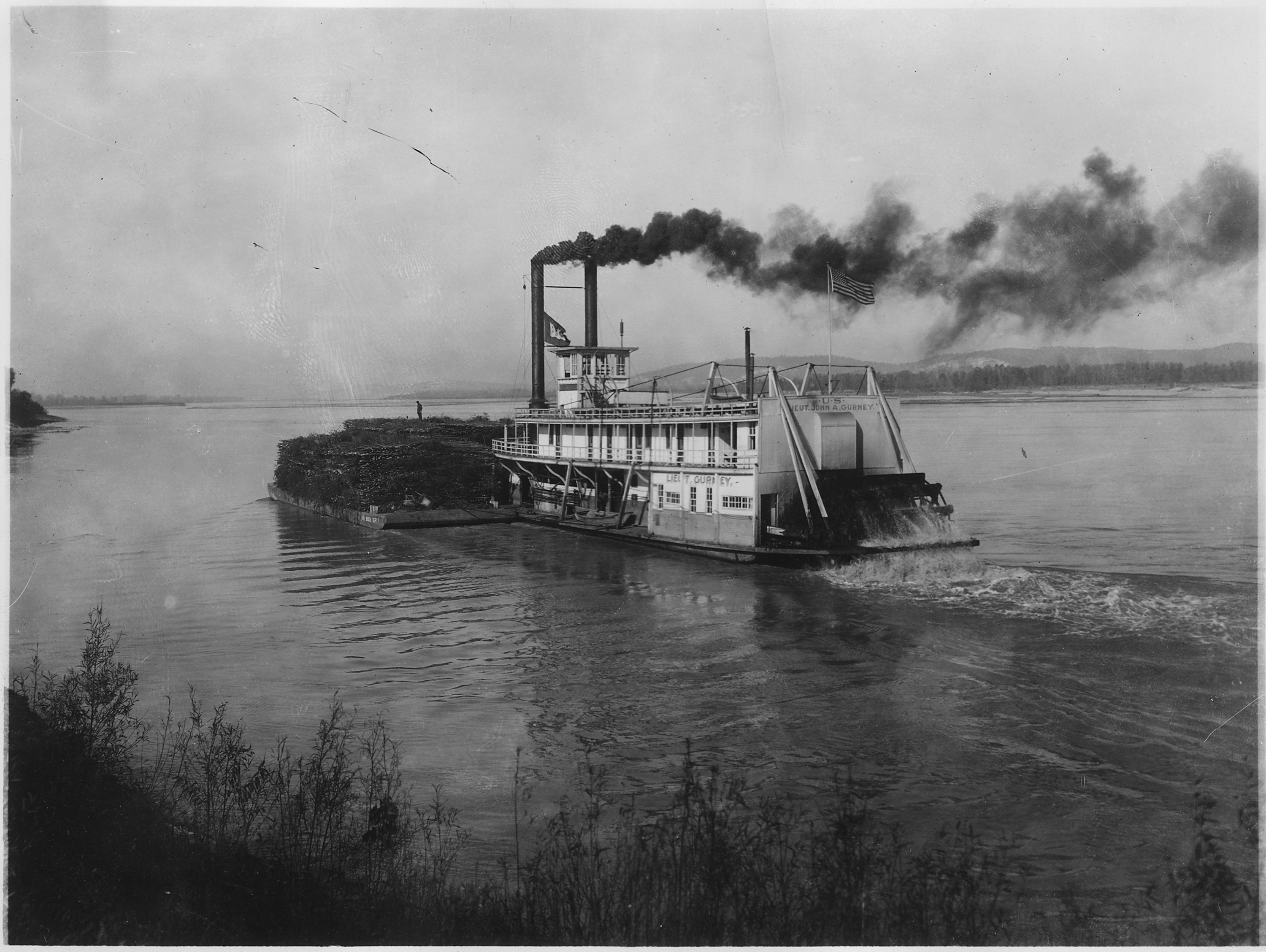
Schubboot mit Heckrad auf dem Mississippi um 1912

Die Entwicklung der Schubschifffahrt begann im 19. Jahrhundert in den USA auf dem Mississippi. Dort wurden die Lastkähne zu großen Flößen (Schubverbände) zusammengekoppelt und von einem starken Dampfschiff geschoben. In Europa wurde hingegen die Schleppschifffahrt bevorzugt. In Frankreich versuchte 1880 ein gewisser Jaqual mit einem Dampfschiff eine keilförmig ausgeschnittene Péniche zu schieben. Der Versuch gelang, fand aber kein Interesse bei der Binnenschifffahrt. Es dauerte fast 80 Jahre bis sich die Schubschifffahrt auf den europäischen Flüssen und Kanälen durchsetzen konnte.
Ende der 1920er Jahre unternahm der Bayerische Lloyd auf der Donau erste Versuchsfahrten mit dem zum Schubschiff umgebauten Doppelschraubendampfer Isar. 1929 wurde die Deggendorfer Werft mit dem Bau des Schubbootes Uhu beauftragt, das am 10. Oktober 1930 erste Probefahrten ausführte. Der 700 PS starke MAN-Dieselmotor Typ W7V28/38 trieb zwei Voith-Schneider-Propeller an. Da diese Antriebsart noch in der Entwicklung war, kam es häufig zu Betriebsausfällen. Die ersten Fahrten wurden mit drei Tankschleppkähnen, die in Schwalbenschwanzformation (ein Leichter vorne, beidseits des Schubschiffs je ein weiterer) gekuppelt waren, unternommen. Später wurden drei Tankschubleichter gebaut, die bei 1,25 m Tiefgang eine Gesamttragfähigkeit von 810 Tonnen hatten. Wegen der vielen Betriebsstörungen der Antriebsanlage wurde die Schubschifffahrt wieder eingestellt und 1939 wurde das Schubschiff zu einem konventionellen Schlepper umgebaut, der dann unter dem Namen Danzig weiterfuhr.
Seit Mitte der 1960er Jahre setzte gerade die Binnenschifffahrt der DDR auf eine schnelle und umfassende Einführung der Schubschifffahrt, da deren systemimmanenten Vorteile gerade im Rahmen eines Großbetriebes wie dem VEB Deutsche Binnenreederei genutzt werden konnten.

## Schubboot

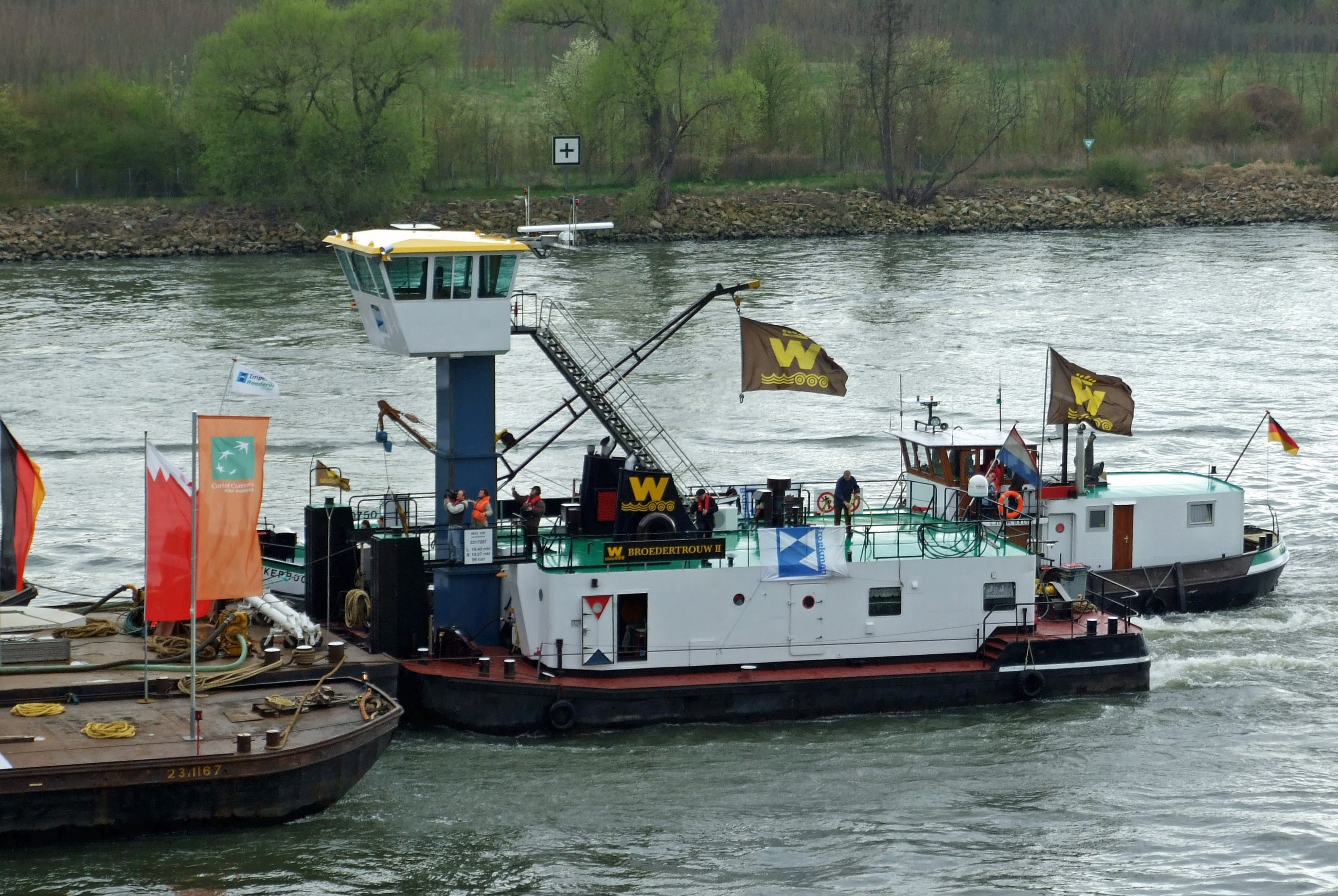
Das Schubboot Broedertrouw II unterwegs auf dem Rhein, man beachte das wegen der besseren Sicht hochliegende Ruderhaus

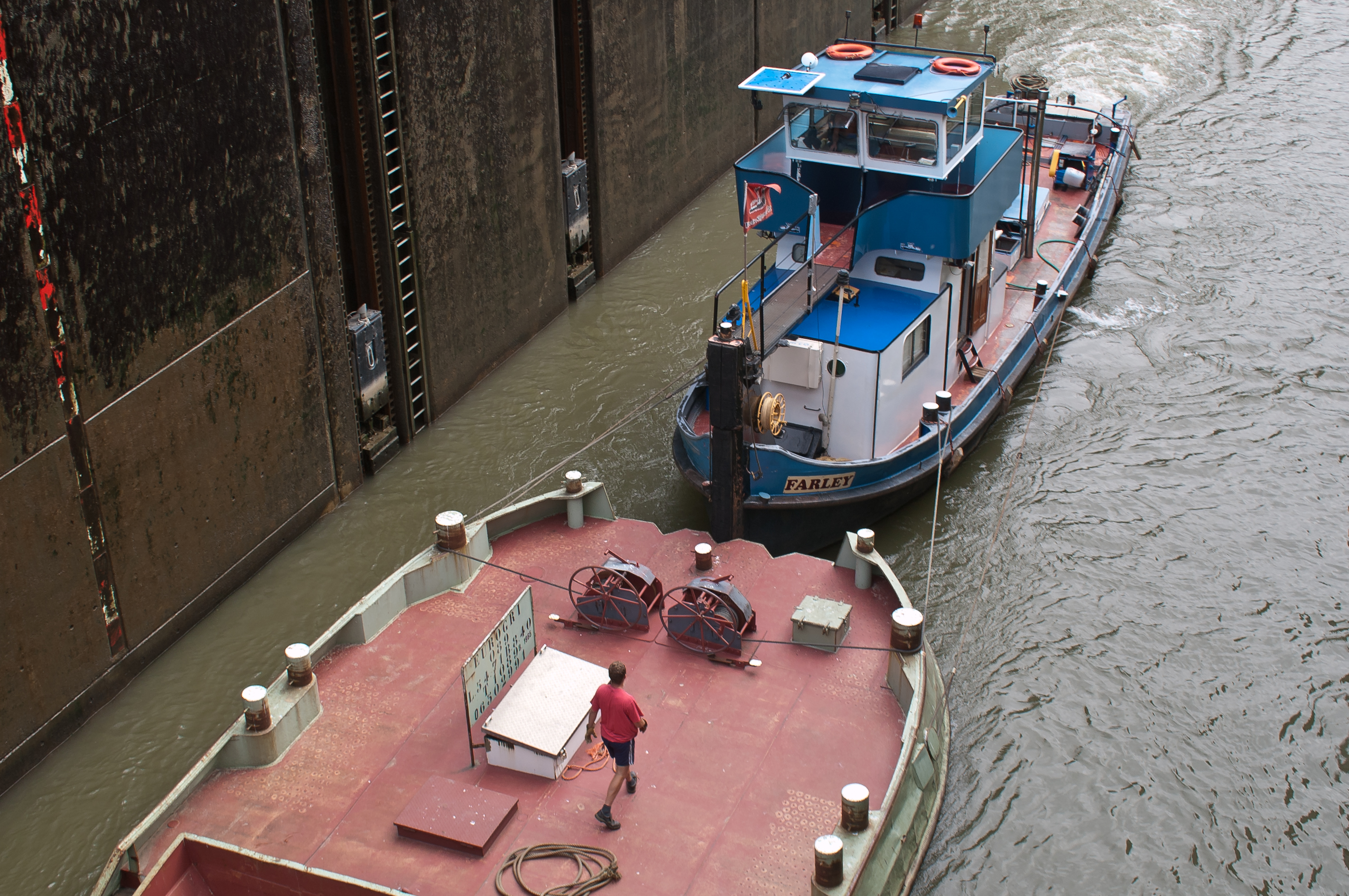
Durch Koppelwinden gespannte Seile dienen der Verbindung zwischen Schubboot und Leichter

Das erste Schubboot auf dem Rhein war 1957 der umgebaute französische Schlepper President-Herrenschmidt. Schubboote für die Rheinschifffahrt werden bis zu einer Größe von 40,0 m × 15,0 m gebaut. Der Tiefgang beträgt bis zu 1,90 m. Die großen Schubboote, die bis zu sechs Leichter schieben, sind meistens mit drei Dieselmotoren mit einer Gesamtleistung bis ca. 6.000 PS ausgerüstet. Der Antrieb der meistens in Kortdüsen laufenden Propeller erfolgt über Wendegetriebe mit Untersetzung. Das stärkste Schubboot auf dem Rhein ist die Herkules II ex. A. Auberger, mit 6.030 PS. Die Besatzung eines Schubbootes besteht aus sechs bis sieben Mann, darunter zwei Schiffsführer, ein Steuermann, ein Maschinist sowie zwei bis drei Matrosen. Die Besatzungen fahren in der Regel zwei Wochen und haben anschließend zwei Wochen frei.
Zur besseren Manövrierbarkeit sind außer den Hauptrudern vor der Schiffsschraube meist noch jeweils zwei Flankenruder vor dem Propeller angeordnet. Einige Schubboote verfügen stattdessen auch über ein sehr starkes Bugstrahlruder.
An Deck stehen außer den Ankerwinden achtern noch Koppelwinden zum Befestigen der Schubleichter. Die Koppeldrähte mit einem Durchmesser von rund drei Zentimetern haben eine hohe Bruchfestigkeit.
Die Aufbauten für die Unterkünfte, Sanitärräume, Kombüse verteilen sich bei den Schubbooten auf dem Rhein meistens über zwei Decks. Auf kleineren europäischen Wasserstraßen besitzen Schubboote zumeist nur ein Deck mit Aufbauten. Darüber befindet sich dann noch das Ruderhaus mit sämtlichen für eine sichere Schiffsführung notwendigen Einrichtungen. Bei manchen Schubbooten ist der Steuerstand hydraulisch in der Höhe verstellbar, um niedrige Durchfahrten passieren zu können oder um bei Spezialtransporten eine bessere Übersicht zu haben.
Während die Schubboote auf dem Rhein zumeist vergleichsweise große Schiffe sind, die vor allem für lange Transportstrecken mit großen Verbänden genutzt werden, entwickelte die volkseigene Binnenschifffahrt der DDR (VEB Deutsche Binnenreederei) eine Vielzahl von Schubbooten unterschiedlichster Größen, die eine optimale Ausnutzung von Wasserstraßen unterschiedlicher Größen erlaubte, ohne dass die Ladung umgeladen werden musste. Am Übergang zu einer kleineren oder größeren Wasserstraße wurden die Schubleichter zu Verbänden entsprechender Größe umgekoppelt und von einem entsprechenden Schubschiff übernommen.

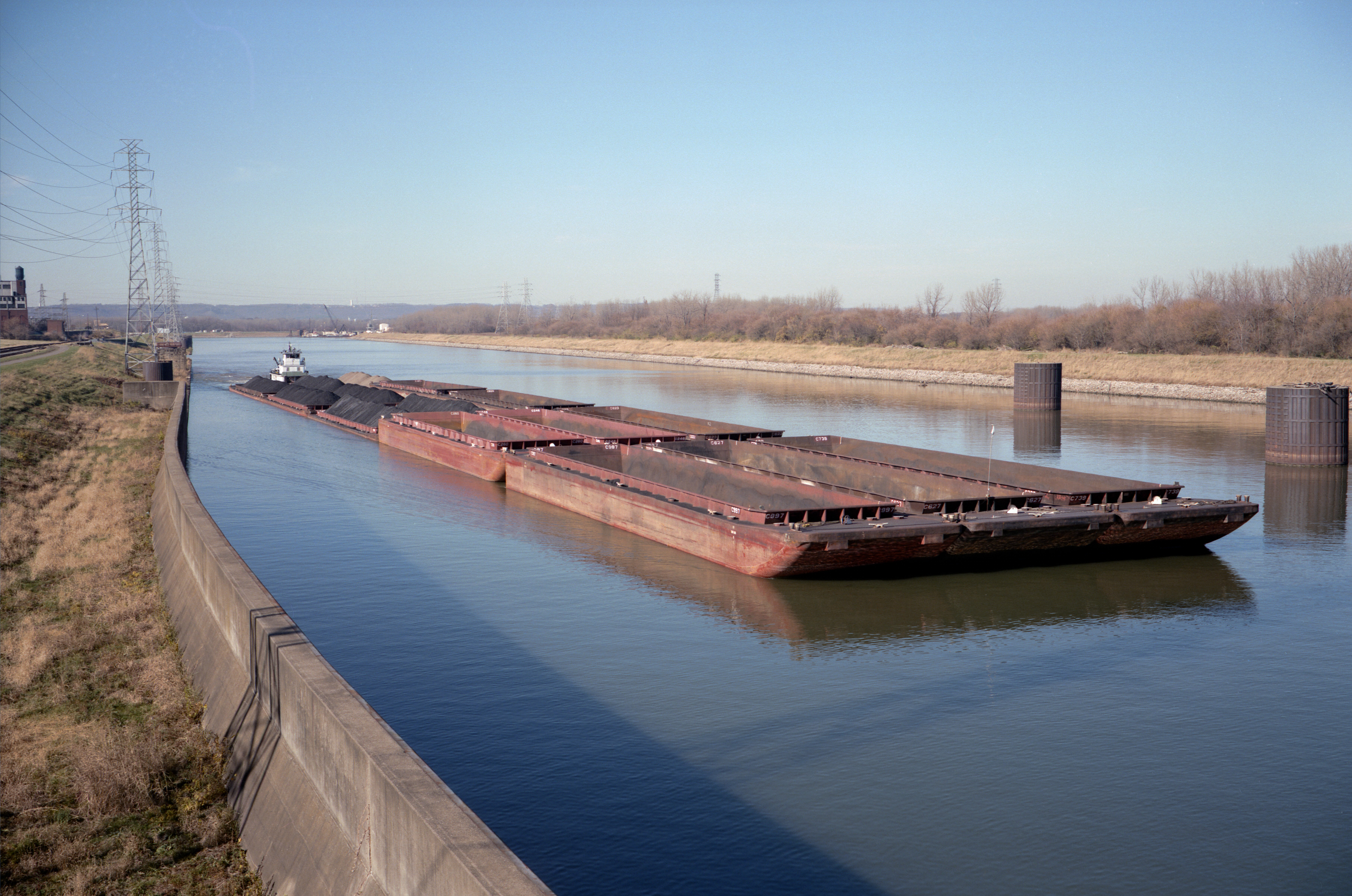
Schubverband mit 15 Schubleichtern in den USA

Das weltweit leistungsstärkste Schubboot, die J. S. McDermott, im Mai 2004 umbenannt in E. Bronson Ingram, hat 10.500 PS und schiebt bis zu 70 Schubleichter auf dem Mississippi. Normal sind Schubverbände mit 40 Leichtern; auf dem gestauten Abschnitt des Mississippi sind nur 15 Leichter erlaubt. Die Leichter haben jedoch nur eine Tragfähigkeit von 1500 Tonnen.

## Schubverband

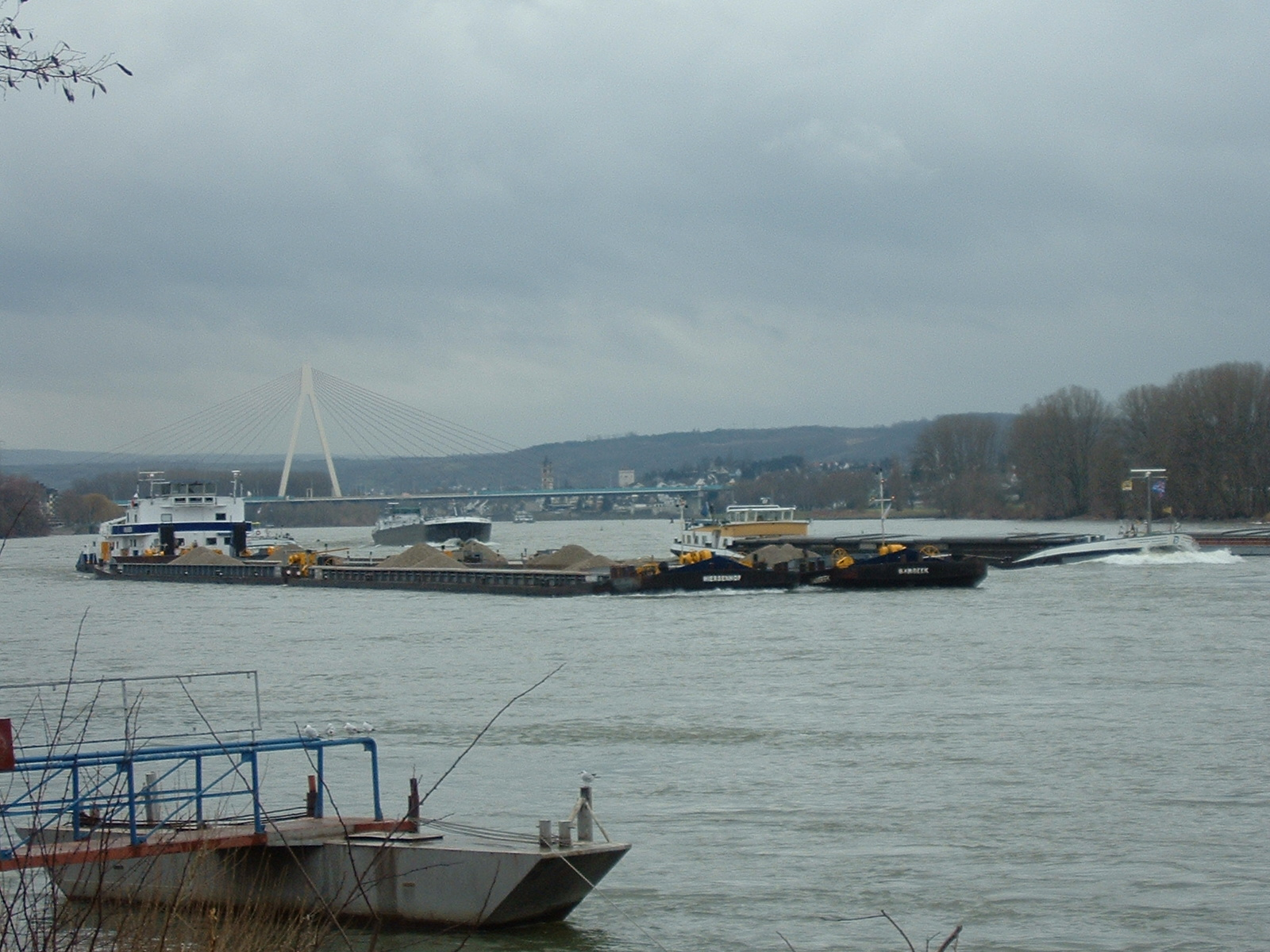
Schubboot Kraaijenberg mit vier Leichtern

Das Schubboot wird mit den Schubleichtern zu einem Schubverband gekoppelt: bei vier GSL in der Talfahrt wie auch in der Bergfahrt zwei nebeneinander plus zwei davor, ein „Sechserverband“ (mit sechs GSL) in der Talfahrt drei nebeneinander plus drei davor. In der Bergfahrt jeweils 2 + 2 + 2 GSL. Je nach Größe und Anzahl der Leichter hat dieser Schubverband dann eine Tragfähigkeit von bis zu 16.000 Ladetonnen. Ein „Sechserverband“ (mit sechs GSL – nur auf dem Niederrhein zugelassen) fährt sowohl zu Berg als auch zu Tal mit sechs Schubleichtern.
Die Schubleichter, Typ Europa IIa, haben die Abmessung: 76,5 m × 11,4 m × 4,0 m und eine Tragfähigkeit von 2800 Tonnen. Die größtmögliche Abmessung für Schubverbände mit 6 Leichtern ist 269,5 m × 22,8 m in der Bergfahrt, und 193,0 m × 34,2 m in der Talfahrt. Je nach Wetterbedingung, starker Wind, verwendet man in der leeren Talfahrt als vorderste Leichter solche mit Kopfruder, das vom Ruderhaus gesteuert wird.

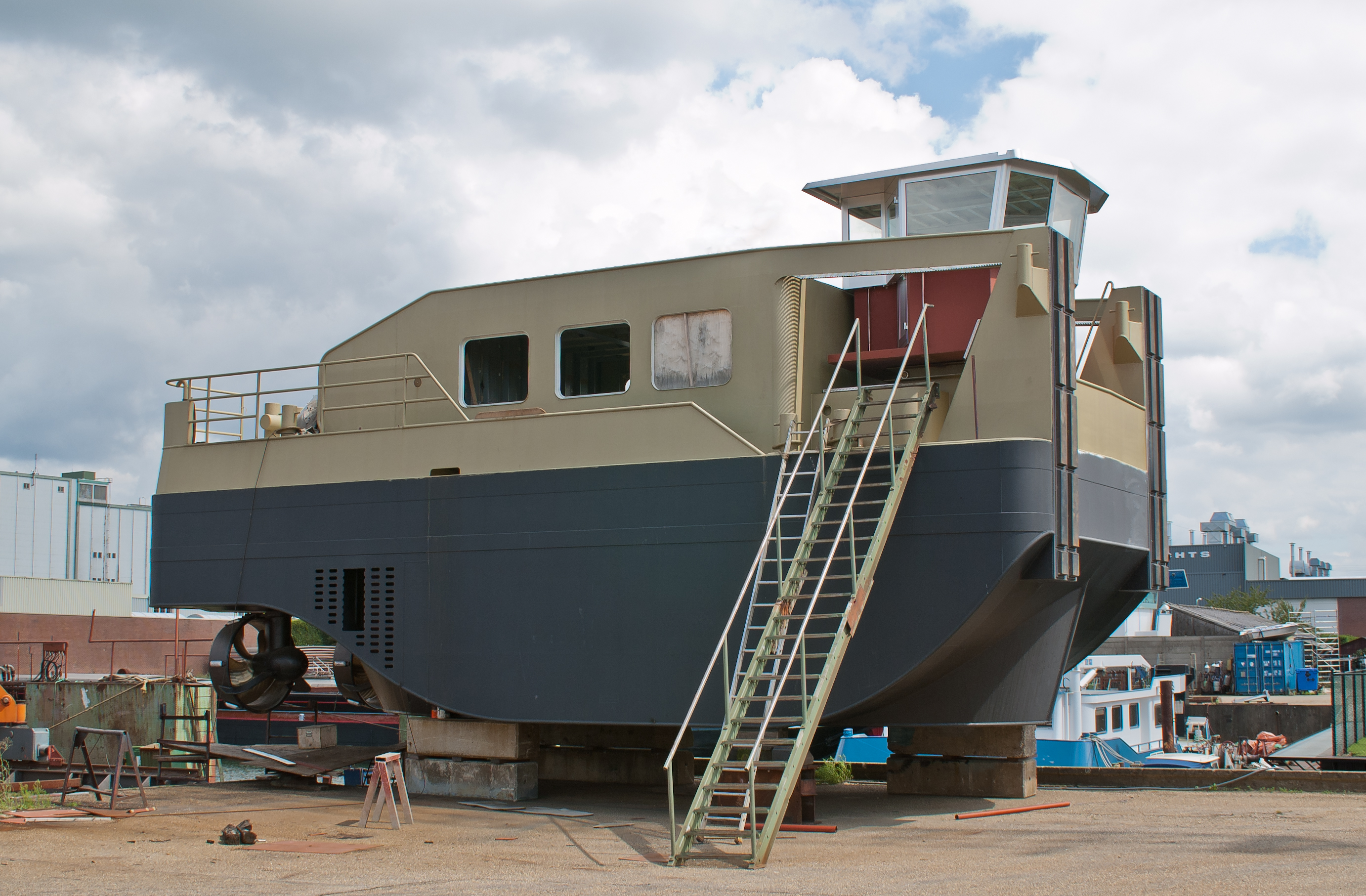
Ein Hafenschubboot mit zwei Schottel-Ruderpropellern in der Werft

Ein zu Berg fahrender leerer (s. a. Talfahrt) Schubverband mit vier Schubleichtern kann auf dem Fluss ab einem bestimmten Wasserstand (Rhein) auch zu Tal gewendet werden. Üblich, aber nicht regelmäßig, ist es bei der Abfahrt zu Tal in Duisburg, dann aber mit einem „leeren“ Verband. Ein Schubverband mit nur zwei Schubleichtern kann – ob beladen oder leer – auf dem Rhein ohne Problem zu Tal wenden oder zu Berg drehen. Die hohe Maschinenleistung erlaubt bei normaler Talfahrt ein Aufstoppen innerhalb von ca. 800–1000 m. Bei einer Notbremsung wird diese Strecke mithilfe der Heckanker auf ca. 400–500 m verkürzt.
Neben den oben beschriebenen großen Schubbooten gibt es eine große Anzahl kleinerer Boote, die nur ein oder zwei Leichter schieben oder in den Häfen Schubverbände zusammenstellen. Eine besondere Form sind Schlepp-Schubboote. Sie können sowohl schieben als auch schleppen. Es sind meist ältere Schleppboote, an die eine Schubbühne mit Koppelwinden angebaut wurde.

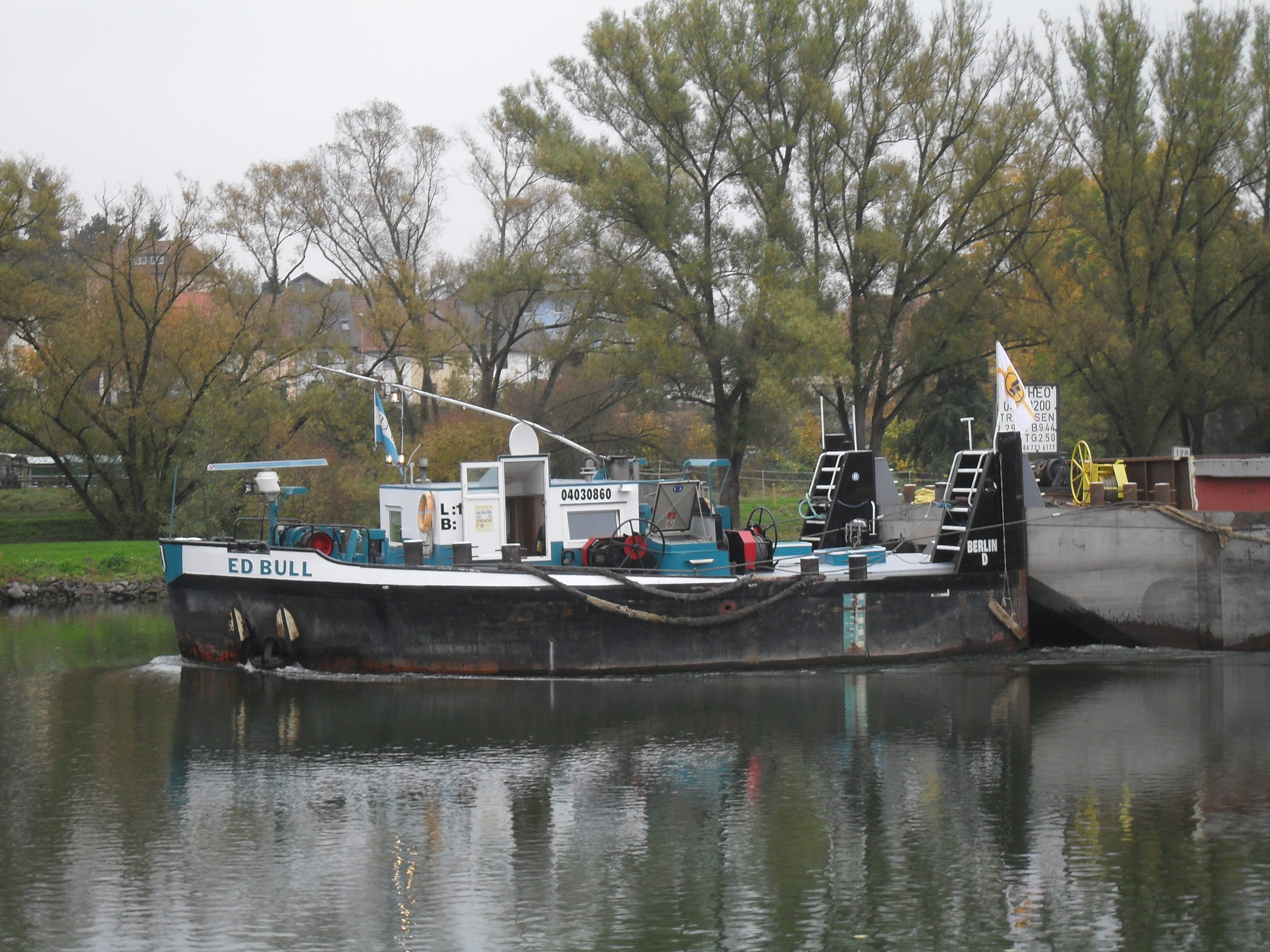
Verwendung einer Kopfbarge

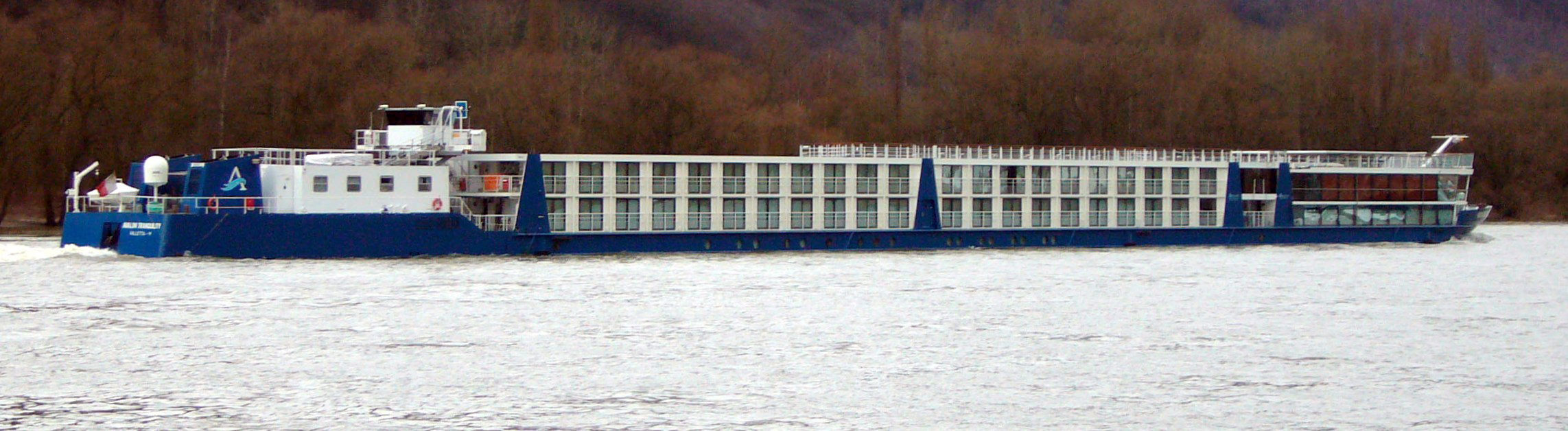
TwinCruiser Avalon Tranquility

In der Passagierschifffahrt wird beim Konzept „TwinCruiser“ ein dem Schubverband ähnliches Prinzip eingesetzt, um die Passagiere komfortabler transportieren zu können. Durch die Trennung von Transporteinheit – hier das Kabinenschiff – und Antriebseinheit wird die Belastung der Passagiere mit Lärm und Vibrationen stark herabgesetzt. Im Gegensatz zu Schubverbänden im Gütertransport sind Schubeinheit und geschobene Einheit aber permanent aneinandergekoppelt.

## Koppelverband

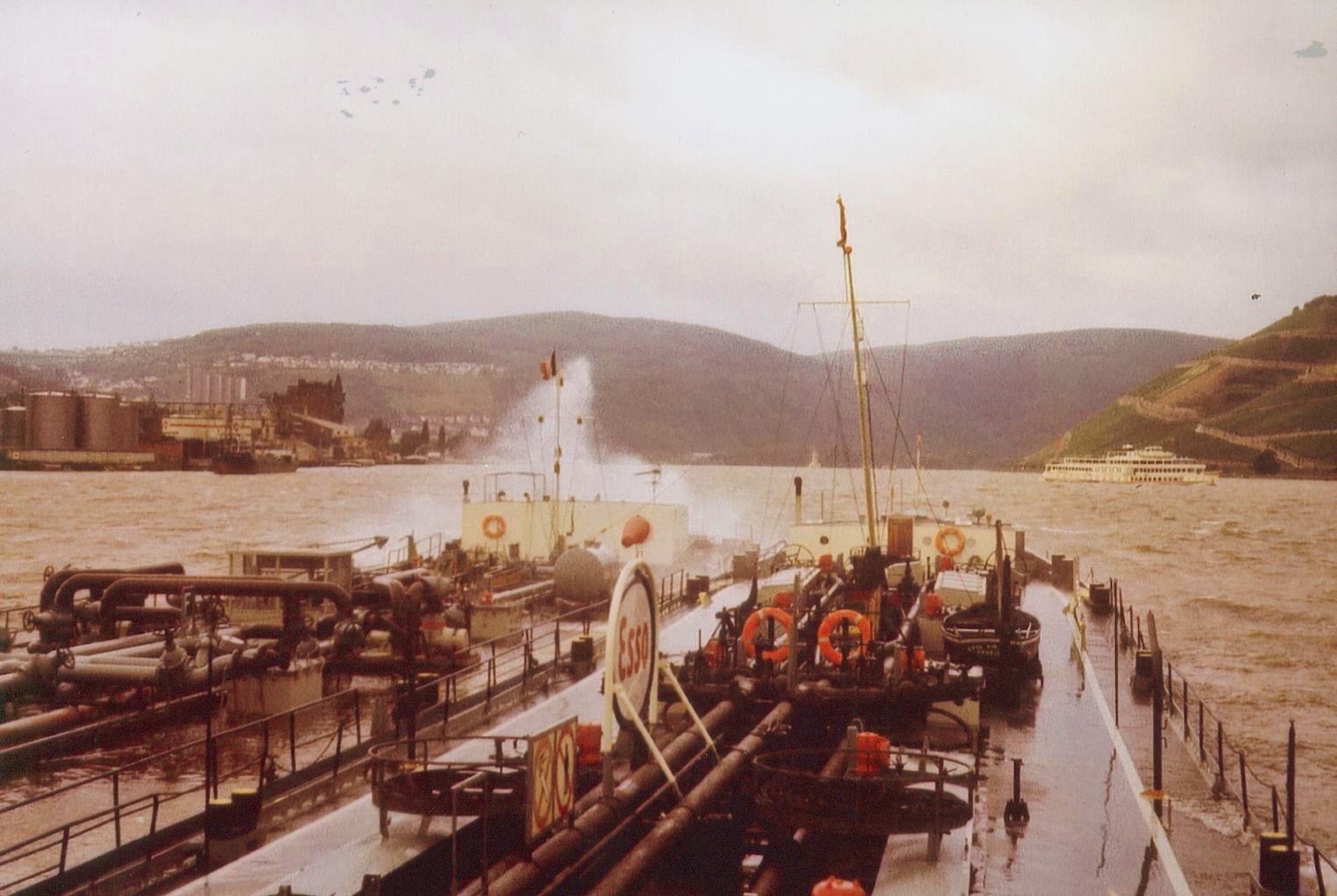
Koppelverband mit Tankleichter in der Talfahrt

Eine weitere Form in der Schubschifffahrt ist der Koppelverband. Dabei handelt es sich um eine Zusammenstellung von einem Frachtschiff mit bis zu drei Leichtern. Er darf die Abmessungen von 185,0 × 22,8 m nicht überschreiten.
In den letzten Jahren werden immer mehr Koppelverbände, die nur aus Motorschiff und speziell dazu passendem Leichter bestehen, gebaut. Bei der Konstruktion geht es darum, zwischen Heck des Leichters und dem Bug des Motorschiffes eine möglichst strömungsgünstige Verbindung zu schaffen, um so die Betriebskosten zu senken. Diese Verbände fahren sowohl in der Bergfahrt wie auch zu Tal hintereinandergekoppelt.
Die Verbindung der beiden Schiffe erfolgt entweder wie beim Schubverband mittels Koppelwinden und Drähten, oder durch spezielle hydraulische Kupplungen, die in den 1960er Jahren von der Heinrich Harbisch Schiffswerft entwickelt wurde (HA-DU-Kupplung). Sie ermöglichen es, mit einem Koppelverband auch enge Kurven zu durchfahren, da die Verbindung zwischen Schiff und Leichter nach beiden Seiten um bis zu 12 Grad ausgelenkt werden kann.

## Kopfbarge
Kopfbargen werden beim Transport von Kaskos eingesetzt, die mit einem Schubboot über den Main für den Endausbau zu einer Werft, meistens in den Niederlanden, gebracht werden.
Die Kopfbargen werden mit vier Koppelwinden vor dem Schiffsrumpf befestigt und ermöglichen bei engen Fahrwassern durch die eingebaute Bugstrahlanlage eine sichere Fahrt. Sie sind mit einem eigenen Ballastsystem ausgerüstet, sodass ihr Tiefgang angepasst werden kann. Oft werden aus alten Schiffsvorderteilen Kopfbargen gebaut (siehe Bild). Die Kopfbarge Datrans 2, ein kompletter Neubau, hat folgende Abmessungen: L = 8,08 m, B = 9,50 m, Tiefgang von 0,87–3,23 m. Der Motor leistet 350 PS.
Kopfbargen wurden früher beim Transport von LASH-Leichtern auf Binnenwasserstraßen eingesetzt. Damit wurde der Verband strömungsgünstiger. In jüngster Zeit sind sie vor Schubverbänden im Containerdienst zwischen Hamburg und Braunschweig bzw. Minden im Einsatz.